# Frații Asam

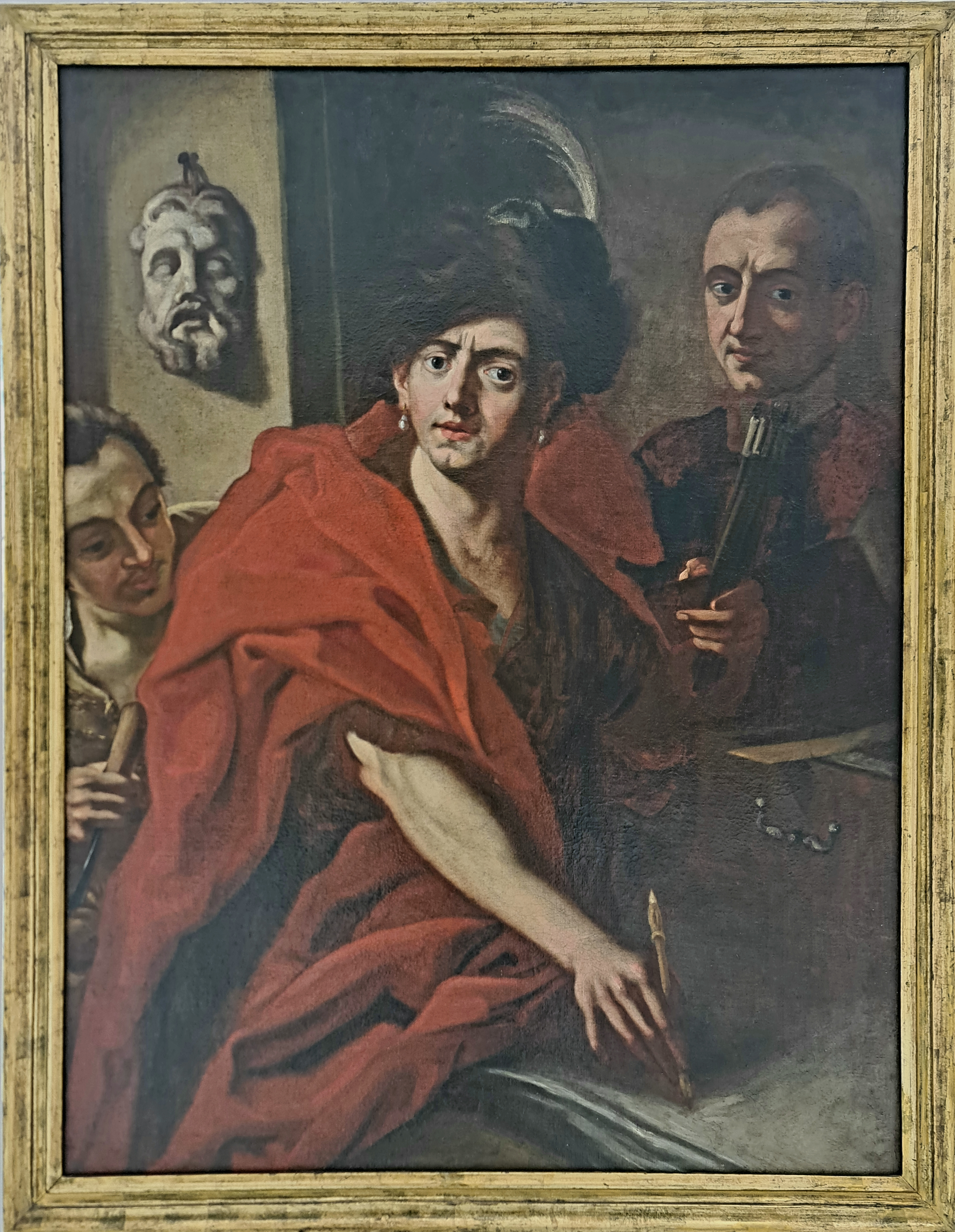
Cosmas Damian Asam

Egid Quirin Asam

Cosmas Damian Asam (1686 - 1739) și fratele său Egid Quirin Asam (1692 - 1750) au fost doi importanți arhitecți și sculptori germani din secolul al XVIII-lea.

## Galerie de imagini
Din operele Fraților Asam:

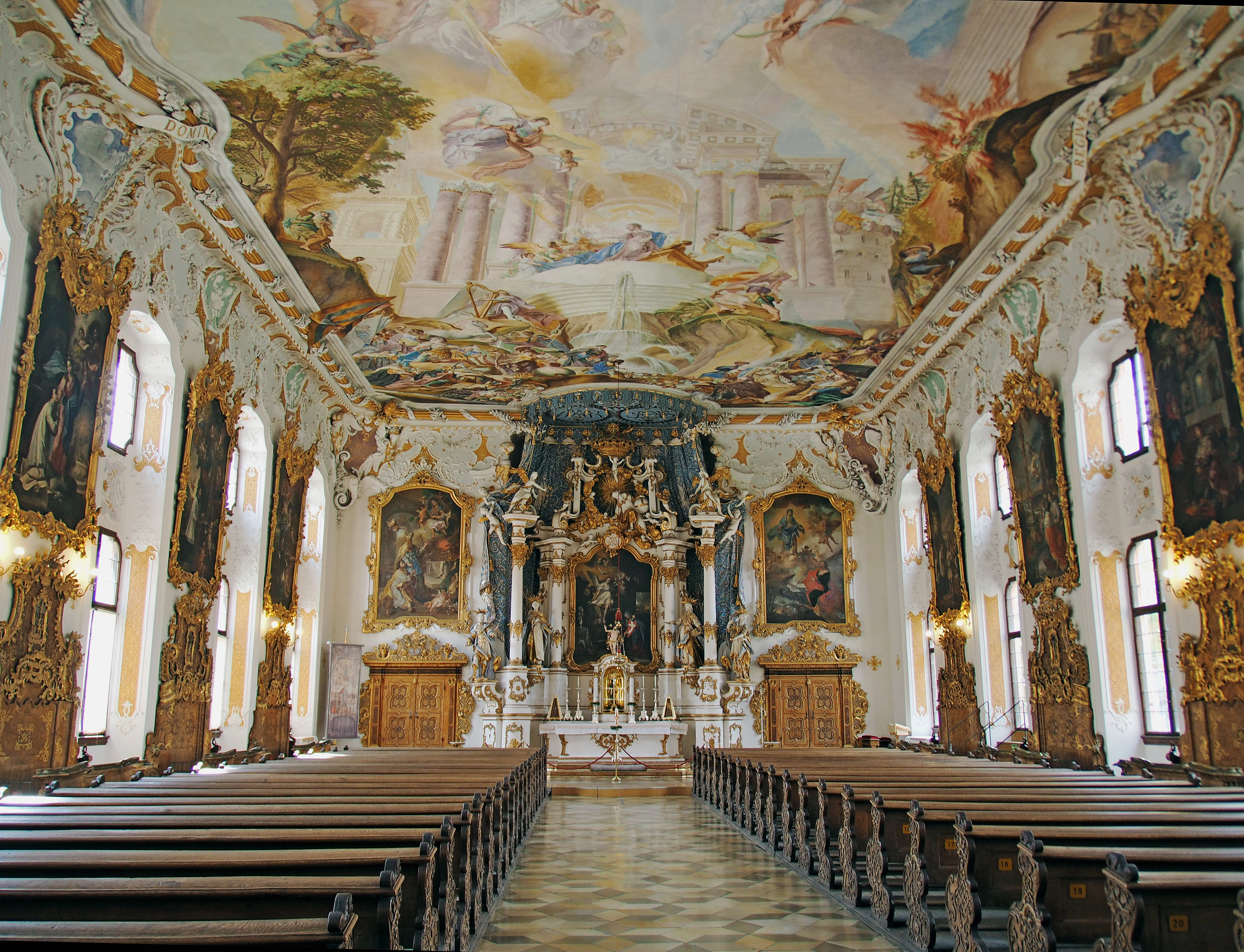
Biserica “Maria de Victoria” din Ingolstadt
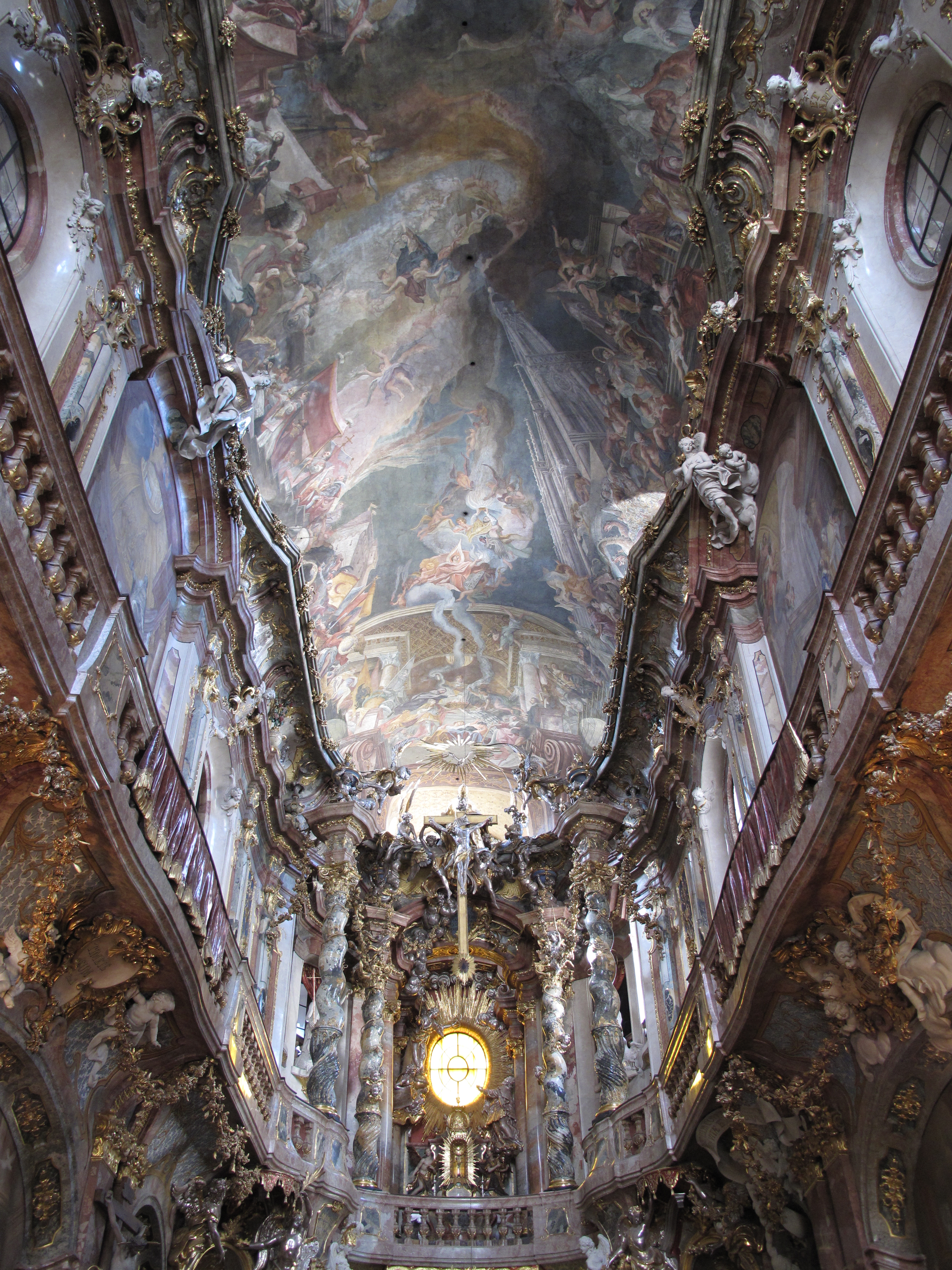
Biserica “Asamkirche” din München
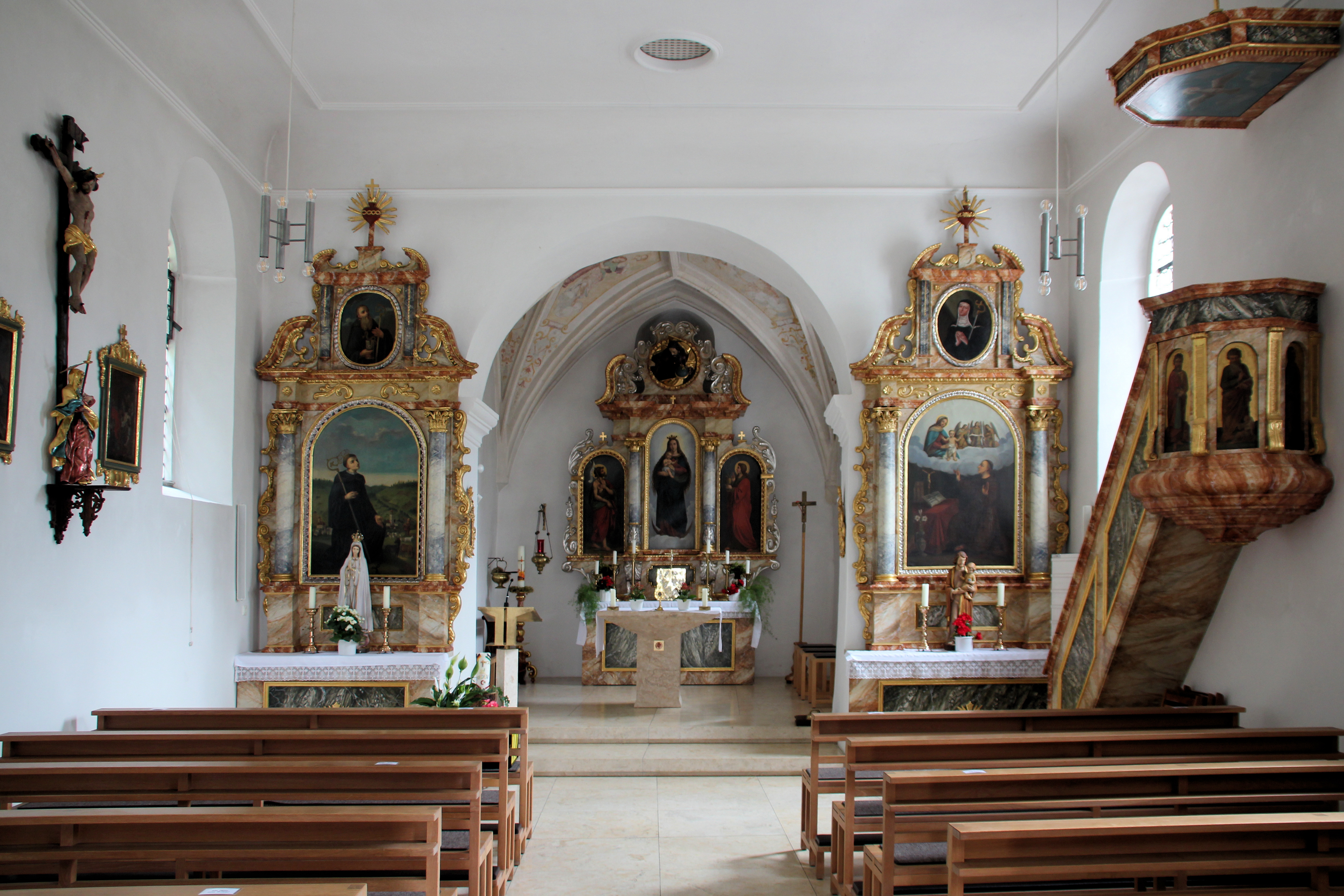
Biserica din Kelheim/cartierul Weltenburg (Germania de sud)
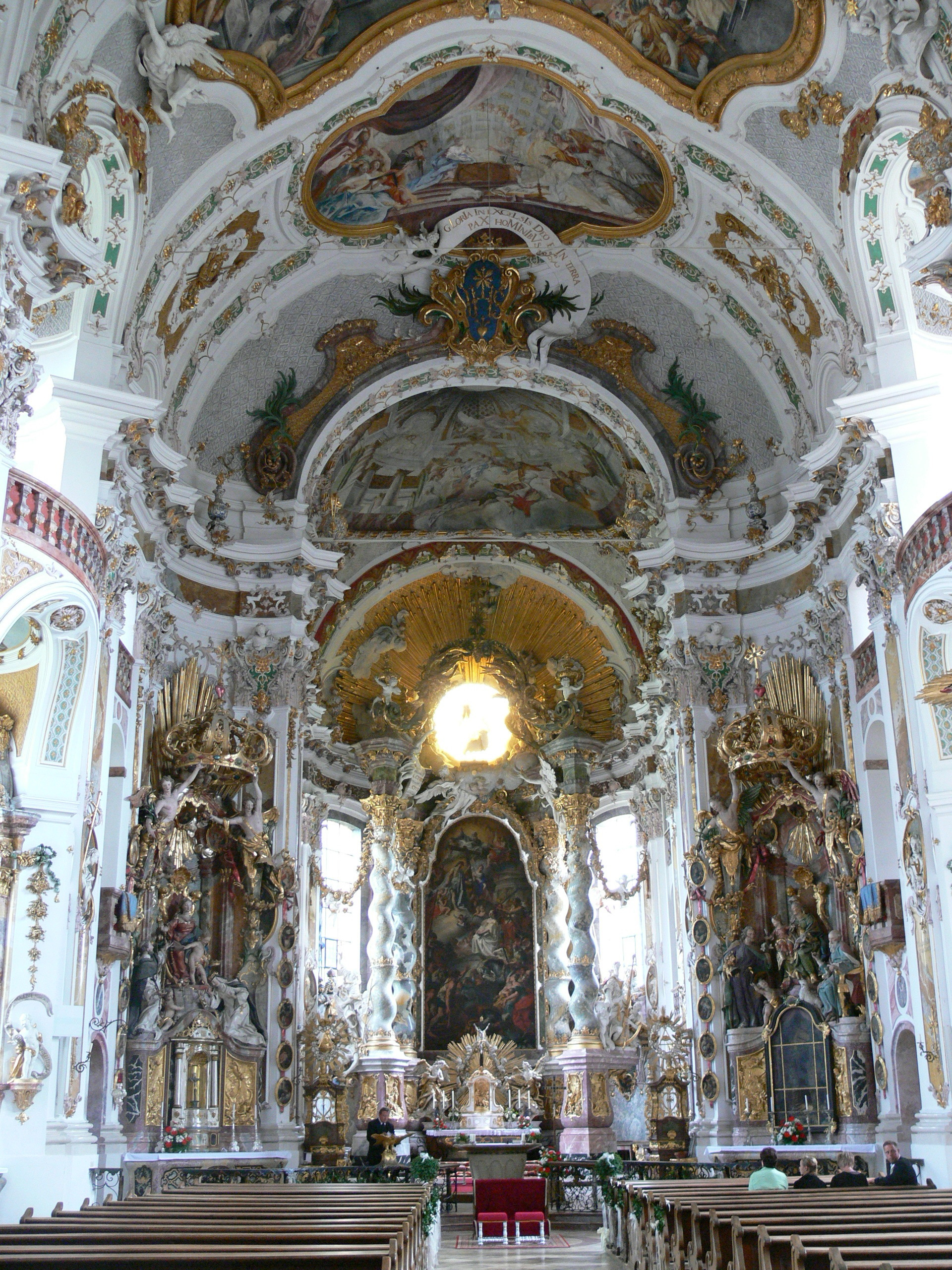
Biserica din Osterhofen (Germania de sud)